# Swędrówka
Swędrówka (niem. Zandersdorf) – osada w Polsce położona w województwie warmińsko-mazurskim, w powiecie bartoszyckim, w gminie Bisztynek. Miejscowość wchodzi w skład sołectwa Grzęda.
W latach 1975–1998 miejscowość administracyjnie należała do województwa olsztyńskiego.